# Lism
Lism（エルイズム）はかつて発行されていたプロ野球・パシフィック・リーグの埼玉西武ライオンズの情報誌。球団運営会社の株式会社西武ライオンズが発行していた。2015年より、それまで埼玉西武ライオンズのフリーペーパーだったLIONS MAGAZINEと統合されて月刊誌となり消滅した。
2012年までは、ホームゲーム時に発行されるマッチデープログラムであった。（実際には1カード（基本的に2-3連戦）単位で発行されるため、プログラムには「MATCH CARD PROGRAM」表記されていた）。

## 概要

### 2012年まで
- 2006年発行開始、ライオンズのホームゲームで発行されるものであるが、2006年は本拠地であるインボイスSEIBUドーム[2]（現-西武ドーム）で試合を行わないカードでは発行されなかった。[3]
- 2007年から2012年まではレギュラーシーズン及びクライマックスシリーズでは本拠地、地方球場問わず全てのホームゲームにおいて発行されていた。
- ライオンズ・クラシックなどでフォトアルバム（別冊、号数はカウントされない。）として発行される場合があった。
- カードが連戦ではなく1試合のみの場合は直近のカードとの合併号となる場合があった。
- 日本シリーズおよびオープン戦では発行されなかった。[4]
- 「ファン感謝の集い」開催時（例年11月23日開催）にも年度最終号として発行されていた。

### 2013年・2014年
- 2013年からは季刊誌にリニューアルされ、マッチデープログラムではなくなった。[5]発行頻度は開幕戦3月29日に発行された第1号に「次号は5月下旬発行予定」と記載があり、5月19日に第2号が発行された[6]。第3号は6月21日に発行された。以後は7月26日に第4号、8月23日に第5号、9月14日に第6号、10月12日に第7号、11月23日に第8号が発行された。
- 4月27日に臨時増刊号としてフォトアルバムが発行されたが、通常号自体がフォトアルバム色が強くなっている。以上からシーズン中は毎月1度、何らかの形で発行されており、事実上、月刊での発行になっている。
- 2014年は10月に発行がなかった以外2013年と同じ発行体制であった。

## 仕様

### 2012年まで
- 定価100円。なお、2009年シーズン序盤の5カード(Vol.1〜Vol.5)は無料配布されていた。ただし、無料配布終了後にバックナンバーを購入する場合には無料配布されていたものについても100円で販売された。また、以下の場合は300円となる。
  - 年度最終号
  - 2008年・2010年・2011年・2012年のVol.1
  - 2008年・2010年・2012年のクライマックスシリーズ特別号
  - フォトアルバム各種
- B5判
- オールカラー16ページ（但し、定価300円の場合は32ページ）

### 2013年・2014年
- 定価300円
- B5判フルカラー32ページ。

## 主な内容

### 2012年まで
- 選手インタビュー
- The game review (Lism Eye)
- Pacific League Data
- New Face Pick UP!
- 選手トーク
- コーチ陣に聞くライオンズの現状
- ライオンズ周辺の人びと
- 若獅子ボイス
- 獅子奮迅
- 読者投稿欄